# Yoshinobu Ishii
Yoshinobu Ishii (石井 義信, Ishii Yoshinobu, Hiroshima, 13 maart 1939 – 13 maart 1939) was een Japans voetballer die als middenvelder speelde en voetbalcoach.

## Clubcarrière
In 1954 ging Ishii naar de Fukuyama Iyo High School, waar hij in het schoolteam voetbalde. Nadat hij in 1957 afstudeerde, ging Ishii spelen voor Toyo Industries. 1965 werd de ploeg opgenomen in de Japan Soccer League, de voorloper van de J1 League. Met deze club werd hij in 1965, 1966 en 1967 kampioen van Japan. Ishii veroverde er in 1965 en 1967 de Beker van de keizer. In 3 jaar speelde hij er 28 competitiewedstrijden. Hij tekende in 1968 bij Towa Real Estate, de voorloper van Fujita Industries. Ishii beëindigde zijn spelersloopbaan in 1975.

## Japans voetbalelftal
Yoshinobu Ishii debuteerde in 1962 in het Japans nationaal elftal en speelde 1 interland.

## Statistieken
| Japans voetbalelftal | Japans voetbalelftal | Japans voetbalelftal |
| Jaar                 | Wed.                 | Dlp.                 |
| -------------------- | -------------------- | -------------------- |
| 1962                 | 1                    | 0                    |
| Totaal               | 1                    | 0                    |